# شامل عبد القادر
شامل عبد القادر الحصاري ( 3 أيار 1949 - ) صحفي ومؤرخ عراقي، مختص في التأريخ السياسي والشؤون اليهودية، وُلد في منطقة الجبيلة في مدينة البصرة، ينتسب إلى عشيرة بلباس الكردية، التي يعتقدون انتسابها إلى الصحابي خالد بن الوليد، كان أبوه ضابطاً في الجيش العراقي، فتنقلَ شامل معه بين البصرة والناصرية والسماوة ثم كركوك عام 1954 فأكمل فيها دراسته الابتدائية، ثم انتقلَ إلى بغداد، منطقة الكاظمية، فدرس فيها المتوسطة فالإعدادية، ثم حصل على بكلوريوس القانون سنة 1972م، وبكلوريوس اللغة العبرية من جامعة بغداد سنة 1998م، وهو متزوج، وله 4 أبناء، ويعيش في بغداد منذ سنة 1959م.

## عضويات
- عضو نقابة الصحفيين العراقيين منذ عام 1975
- عضو الاتحاد العام للادباء والكتاب منذ عام 1980
- عضو مجلس إدارة ألف باء وعضو مجلس تحريرها وترأس جميع أقسام المجلة

عمل في الصحافة العراقية كمجلة الشباب ومجلة المسيرة وألف باء ونشر مقالات كثيرة فيها، وأصدر مجلة أوراق من ذاكرة العراق، وأعادَ إصدار مجلة ألف باء في كانون الأول سنة 2015م وتوقف إصدارها في آذار سنة 2017 لقلة النفقة، ابتدأ في تأليف الكتب سنة 1980 فكتب أكثر من 25 كتاباً، منها:
- ناظم كزار
- أحمد حسن البكر : السيرة السياسية ودوره في تاريخ العراق السياسي الحديث (1914-1983 م)
- مجزرة قاعة الخلد في 22 تموز عام1979 (2013)
- الاغتيال بالدبابة: أسرار يومي 8-9 شباط (2011)
- عبد الكريم قاسم
- البداية والنهاية لمحات صحفية عن عراق صدام حسين
- الشقاوات في حزب البعث
- يهود العراق المقدمات التاريخية والخطا (2013)
- أسرار عملية تهجير يهود العراق (1950-1951)
- ذاكرة بغداد المصورة (2013)
- لعبة الكبار
- القتل على الهوية : جرائم في منطقة الحكم الذاتي
- التفاحة المتعفنة: حقائق وصور عن إيران خمينى والعدوان على العراق[7]
- الطاغية والطغيان في تاريخ العراق القديم والحديث[8]
- الأسرى العراقيون أمام المحاكم الإيرانية[9]
- يهود العراق: المقدمات التاريخية والخطاب الثقافي[10]
- أضواء على حركة الشباب[11]
- في الثقافة والحرب : منطقة الظل في حرب الخليج[12]
- قصة سقوط صدام حسين وانهيار حزب البعث في العراق عام 2003 ( 2020 )